# Torneos de Tenis en Brasil
Desde el surgimiento de la Era Abierta en el tenis, Brasil ha cobijado varios torneos de ATP en superficies como polvo de ladrillo, carpeta sintética y canchas duras tanto outdoors como indoors. Actualmente disputan en Brasil dos torneos ATP sobre polvo de ladrillo: el ATP 500 de Río de Janeiro y el ATP 250 de São Paulo. 

## Torneo de Costa do Sauipe
Este torneo de tenis se disputa anualmente en el complejo turístico privado de Costa do Sauipe, en el estado de Bahía, Brasil. Se disputa sobre una superficie de polvo de ladrillo. Es uno de los 4 torneos que actualmente conforman la denominada gira latinoamericana de polvo de ladrillo que se juega en las semanas comprendidas entre la finalización del Abierto de Australia y el comienzo del Masters de Indian Wells.
El torneo fue disputado por primera vez en el año 2001 sobre canchas duras y durante el mes de septiembre, en la semana posterior a la finalización del US Open. En 2004 se acordó que el torneo se mudase a una superficie de polvo de ladrillo y se disputase en febrero para así formar parte de la gira latinoamericana de canchas lentas. 
El jugador más ganador es Gustavo Kuerten con 2 títulos individuales.

### Resultados en individuales
| Año  | Campeón         | Finalista           |
| 2007 | Guillermo Cañas | Juan Carlos Ferrero |
| 2006 | Nicolás Massú   | Alberto Martín      |
| 2005 | Rafael Nadal    | Alberto Martín      |
| 2004 | Gustavo Kuerten | Agustín Calleri     |
| 2003 | Sjeng Schalken  | Rainer Schuettler   |
| 2002 | Gustavo Kuerten | Guillermo Coria     |
| 2001 | Jan Vacek       | Fernando Meligeni   |

## Torneo de Guarujá
Este torneo se disputó en Guarujá, Estado de São Paulo entre los años 1982-1983 y 1987-1992, siendo disputado en dos opotunidades en el año 1991. En sus primeras 7 ediciones se disputó a fines del mes de enero y comienzos de febrero mientras que en las últimas 2 se disputó durante el mes de octubre en la misma semana que el Masters de Estocolmo. Su primera edición en 1982 fue disputada sobre polvo de ladrillo mientras que todas las demás fueron sobre canchas duras.
El brasileño Luiz Mattar fue campeón 3 años consecutivos convirtiéndose en el más ganador del torneo.

### Resultados en individuales
| Año    | Campeón         | Finalista       |
| 1992   | Carsten Arriens | Àlex Corretja   |
| 1991-2 | Javier Frana    | Markus Zoecke   |
| 1991-1 | Patrick Baur    | Fernando Roese  |
| 1990   | Martín Jaite    | Luiz Mattar     |
| 1989   | Luiz Mattar     | Jimmy Brown     |
| 1988   | Luiz Mattar     | Eliot Teltscher |
| 1987   | Luiz Mattar     | Cassio Motta    |
| 1983   | José Luis Clerc | Mats Wilander   |
| 1982   | Van Winitsky    | Carlos Kirmayr  |

## Torneo de Itaparica
Este torneo se disputó en 1982, 1983 y entre 1986 y 1990 en el municipio de Itaparica, estado de Bahía. Se jugaba sobre canchas duras en el mes de noviembre, siendo el último torneo del año antes de la realización del Masters. En su primera edición en 1982 se llevó a cabo en una superficie dura denominada synthetic turf. Por el desfilaron figuras de la talla de Andre Agassi, Jim Courier y Mats Wilander. En este torneo Andre Agassi consiguió su primer torneo profesional de ATP con tan solo 17 años.

### Resultados en individuales
| Año  | Campeón         | Finalista              |
| 1990 | Mats Wilander   | Marcelo Filippini      |
| 1989 | Martín Jaite    | Jay Berger             |
| 1988 | Jaime Yzaga     | Javier Frana           |
| 1987 | Andre Agassi    | Luiz Mattar            |
| 1986 | Andrés Gómez    | Jean-Philippe Fleurian |
| 1983 | Pedro Rebolledo | Julio Goes             |
| 1982 | Jaime Fillol    | Ricardo Acuña          |

## Torneo de Búzios
Se disputó en los años 1991 y 1992 en la ciudad turística de Búzios, en la costa del estado de Río de Janeiro. Se disputó sobre canchas de cemento y se realizaba en la misma semana que el Masters de París a fines del mes de octubre. El brasileño Jaime Oncins fue finalista en sus dos ediciones ganando la de 1992.

### Resultados en individuales
| Año  | Campeón      | Finalista    |
| 1992 | Jaime Oncins | Luis Herrera |
| 1991 | Jordi Arrese | Jaime Oncins |

## Torneo de Río de Janeiro
Este torneo se disputó en los años 1989 y 1990 en la ciudad de Río de Janeiro. Se disputó sobre canchas de carpeta outdoors en el mes de abril.

### Resultados en individuales
| Año  | Campeón     | Finalista      |
| 1990 | Luiz Mattar | Andrew Snajder |
| 1989 | Luiz Mattar | Martín Jaite   |

## Torneo de Maceió
Se disputó en el año 1992 en la ciudad de Maceió en el estado de Alagoas durante el mes de febrero. Se disputó sobre canchas de polvo de ladrillo
| Año  | Campeón         | Finalista          |
| 1992 | Tomás Carbonell | Christian Miniussi |

## Torneo de Florianópolis
Se disputó como primera vez en el 1996 como torneo a nivel amateur, se volvió popular dentro del estado de Santa Catarina ya que era un torneo solamente de doblistas mujeres, en que las participantes debían ser de una misma familia, este torneo se ha disputado tan solo 16 veces, en las que las campeonas no variaron mucho, ya que solamente 4 familias fueron las que han ganado repetidamente este título disputado a principios de diciembre.
| Año  | Campeonas          | Finalistas         |
| ---- | ------------------ | ------------------ |
| 1996 | Flia Lombartta     | Flia Zeltner       |
| 1997 | Flia Lombartta     | Flia Cambaceres    |
| 1998 | Flia Zeltner       | Flia Jaite         |
| 1999 | Flia Lombartta     | Flia Zeltner       |
| 2000 | Flia Zeltner       | Flia Jaite         |
| 2001 | Flia Zeltner       | Flia Lombartta     |
| 2002 | Flia Lombartta     | Flia Zeltner       |
| 2003 | Flia Lombartta     | Flia Zeltner       |
| 2004 | Flia Constantino   | Flia Cambaceres    |
| 2005 | Flia Constantino   | Flia Villavicencio |
| 2006 | Flia Villavicencio | Flia Constantino   |
| 2007 | Flia Villavicencio | Flia Constantino   |
| 2008 | Flia Villavicencio | Flia Zeltner       |
| 2009 | Flia Villavicencio | Flia Garnoit       |
| 2010 | Flia Villavicencio | Flia Guebuza       |
| 2011 | Flia Villavicencio | Flia Lombartta     |
| 2012 | Flia Villavicencio | Flia Zeltner       |
| 2013 | Flia Constantino   | Flia Zeltner       |
| 2014 | Flia Jaite         | Flia Zeltner       |
| 2015 | Flia Mastrivlenko  | Flia Tragavet      |

La familia Villavicencio, Integrada por Lúcia França Villavicencio y Andreanna Villavicencio fue la pareja que más veces consiguió el título con conquistarlo siete veces consecutivas.

## Torneo de Brasilia
Se disputó en la ciudad de Brasilia, capital de Brasil, en el año 1991 durante el mes de septiembre sobre canchas de cemento. Tenía un cuadro de 48 jugadores.
| Año  | Campeón      | Finalista              |
| 1991 | Andrés Gómez | Javier Sánchez Vicario |